# Indice de réparabilité
L’indice de réparabilité est une note (sur 10) permettant d'apprécier la possibilité de réparer un appareil, après une panne ou un bris, apparue en France le 1er janvier 2021. Cette note est établie par le fabricant à partir de critères définis par le ministère de la Transition écologique et obligatoirement affichée au moment de l'achat de catégories de produits concernés : lave-linge à hublot, smartphones, ordinateurs portables, téléviseurs et tondeuses à gazon électriques.

## Objectifs et champ d'application
Créé par la loi anti-gaspillage pour une économie circulaire (Agec), l'indice de réparabilité vise à inciter les consommateurs à acheter des appareils facilement réparables et donc à moindre empreinte écologique.
Lors de sa mise en place le 10 février 2020, il ne concernait que cinq types d'appareils : lave-linge à hublot, smartphones, ordinateurs portables, téléviseurs et tondeuses à gazon électriques. Il doit être étendu puis être remplacé en 2024 par un indice de durabilité.

## Critères de notation
La note est calculée sur 10 à raison de deux points pour chacun des six critères que sont : la documentation technique, la facilité de démontage et l'accès aux outils, la disponibilité des pièces détachées, le prix des pièces détachées et des critères spécifiques à la catégorie de produits concernée.

## Notoriété, critiques
La notoriété de l'indice de réparabilité augmente rapidement. Un an après son apparition, 55 % à 76 % des Français interrogés affirmaient en avoir déjà entendu parler. Plusieurs insuffisances sont relevées, assorties de recommandations pour l'améliorer.
Les fabricants évaluant eux-mêmes leurs produits, ils peuvent être tentés de les surnoter.
Concernant la méthode de calcul de l'indice, l'interprétation des critères est sujette, selon l'association Halte à l’obsolescence programmée, à une marge d’interprétation trop importante, et devrait faire l'objet de contrôles indépendants. En outre, les cinq critères ont le même coefficient dans la note finale, alors que la disponibilité des pièces détachées ou la démontabilité sont déterminants, selon l'UFC-Que choisir. L'association recommande donc de rendre la grille de notation détaillée directement accessible aux consommateurs (alors que seuls 28 % des produits la font apparaître clairement fin 2021).
Enfin, seuls 42 % des produits mis en vente affichaient cette information, en décembre 2021, la disparité étant grande entre Leroy-Merlin (100 %) ou Boulanger (95 %) d'une part, et Amazon (22 %) ou Carrefour (0 %) d'autre part,. Ce taux devrait s'améliorer à partir de janvier 2022, de même que la qualité des notations, lorsque les contrôles officiels du respect de la loi par la DGCCRF devraient commencer.

### Infographie
- Qu’est-ce que le nouvel indice de réparabilité?, Agence de l'environnement et de la maîtrise de l'énergie, juin 2021.